# Marduk-apla-iddina I.
Marduk-apla-iddina I. (z akkad. „[Bůh] Marduk dal dědice“) byl kassitský král Babylonie v období mezi 1171–1158 př. n. l., syn předchozího krále Melišipaka II. a vnuk krále Elamu Šutruk-Nachchunteho I.
Během panování Marduk-apla-iddiny dokázal asyrský král Aššur-dán I. využít slabosti Babylonu a kolem roku 1161 před naším letopočtem dobyl a připojil k Asýrii několik původně babylonských měst v příhraniční oblasti v blízkosti toku Malého Zabu.
Jeho nástupce na babylonském trůnu Zababa-šuma-iddina s ním patrně nebyl v příbuzenském vztahu a zmocnil se trůnu násilím, což by mohlo být jedním z důvodů elamské invaze do Babylonie za jeho panování.
Marduk-apla-iddina I. vládl necelých 14 let.